# 哥倫比亞 (賓夕法尼亞州)

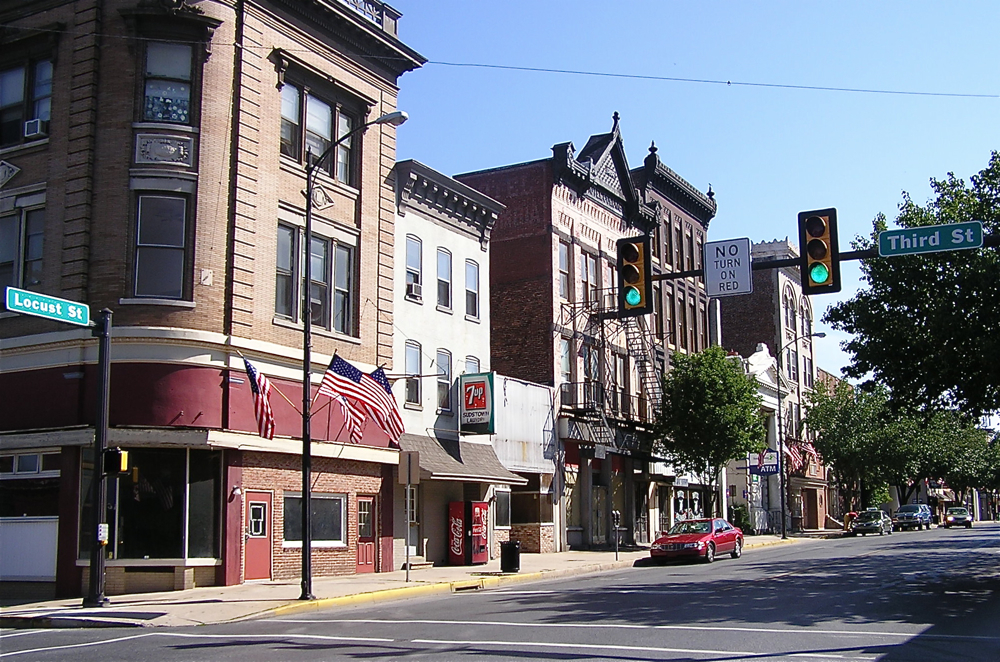
哥倫比亞

哥倫比亞（Columbia）位於美國賓夕法尼亞州蘭開斯特縣，薩斯奎哈納河左岸，與賴茨維爾隔岸相望。2020年有人口約10,200人。